# UN-Sonderberichterstatter zu Versammlungs- und Organisationsfreiheit
Die Stelle des Sonderberichterstatters zum Recht auf Versammlungs- und Organisationsfreiheit (englisch Special Rapporteur on the rights to freedom of peaceful assembly and of association) wurde geschaffen, um die Umsetzung dieses Rechts zu untersuchen und zu fördern.

## Das UN-Mandat
Der UN-Menschenrechtsrat schuf diese Stelle am 6. Oktober 2010 mittels einer Resolution, in welcher auch der Auftrag definiert wurde. Dieses UN-Mandat ist auf drei Jahre befristet und wird regelmäßig verlängert. Die letzte Verlängerung des Mandates erfolgte am 18. Juli 2016.
Der Sonderberichterstatter ist kein Mitarbeiter der Vereinten Nationen, sondern wird von der UN mit einem Mandat beauftragt und dazu erließ der UN-Menschenrechtsrat einen Verhaltenskodex. Der unabhängige Status des Mandatsträgers ist für die unparteiische Wahrnehmung seiner Aufgaben entscheidend. Die Amtszeit eines Mandats ist auf maximal sechs Jahre begrenzt.
Er erstellt thematische Studien und erarbeitet Leitlinien zur Verbesserung der Menschenrechte. Der Sonderbeauftragte macht auf Einladung von Staaten Länderbesuche und kann in beratender Funktion Empfehlungen abgeben. Er prüft Mitteilungen und unterbreitet den Staaten Vorschläge, wie sie allfällige Missstände beheben können. Er macht auch Anschlussverfahren in welchen er die Umsetzung der Empfehlungen prüft. Dazu erstellt er Jahresberichte zuhanden des UN-Menschenrechtsrat.

## Amtsinhaber
- 2011–2017 Maina Kiai – Kenia
- 2017–2018 Annalisa Ciampi – Italien
- 2018–2024 Clément Nyaletsossi Voule – Togo
- seit 2024 Gina Romero – Kolumbien

## Websites
- Webpräsenz des Sonderberichterstatters (französisch)
- Webpräsenz des Sonderberichterstatters (englisch)